# جيريمي كرونين
جيريمي كرونين هو شاعر وسياسي جنوب أفريقي، ولد في 12 سبتمبر 1949 في كيب تاون في جنوب أفريقيا. نشط حزبياً في South African Communist Party ‏ والمؤتمر الوطني الأفريقي. وقد انتخب  (11 مايو 2009 – 12 يونيو 2012) وانتخب عضو الجمعية الوطنية لجنوب أفريقيا ‏ وقد انضم خلال فترته النيابية ‏ (21 مايو 2014 – 7 مايو 2019) للكتلة البرلمانية المؤتمر الوطني الأفريقي وانتخب  (13 يونيو 2012 – ).